# 付着藻類

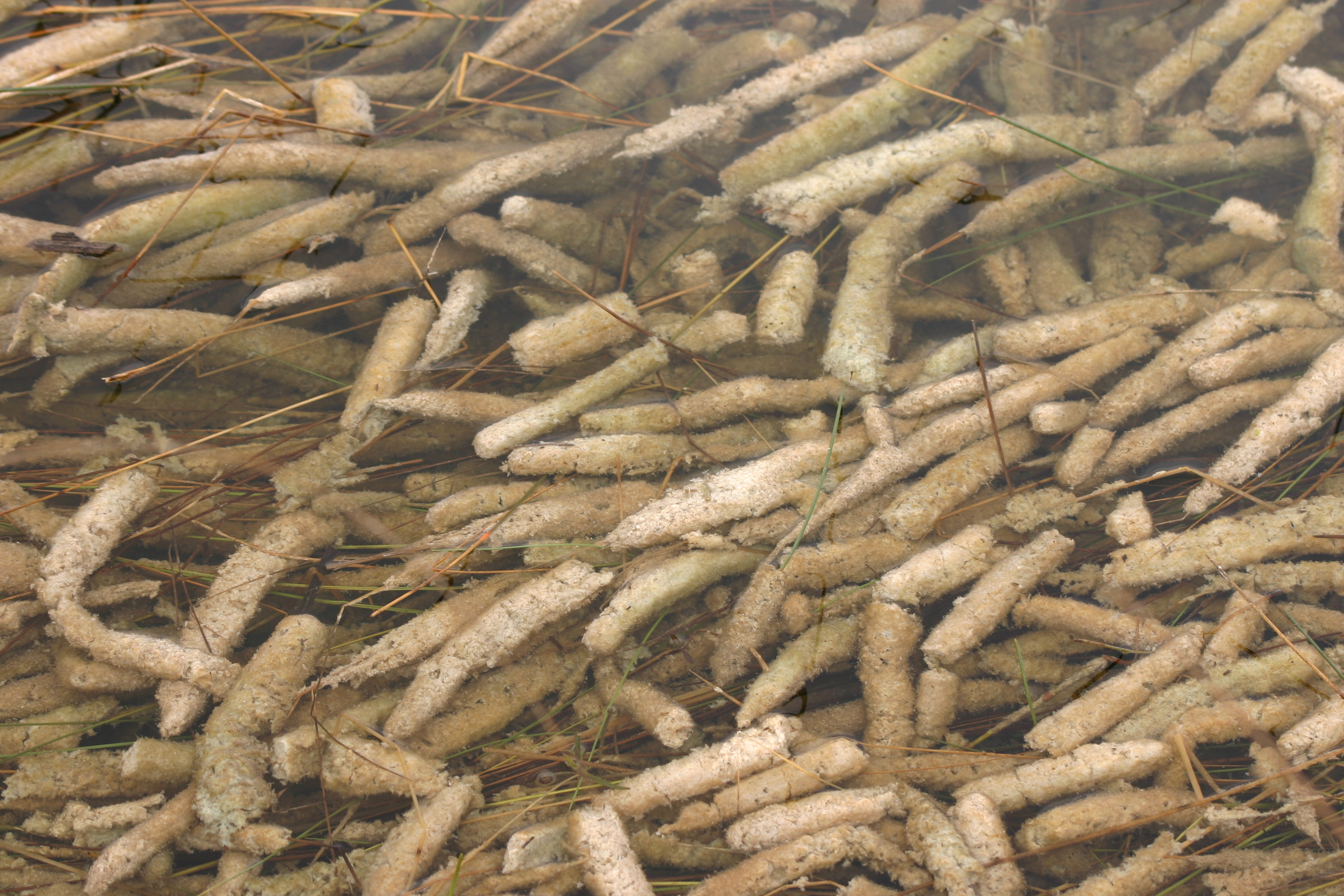
エバーグレーズの付着藻類

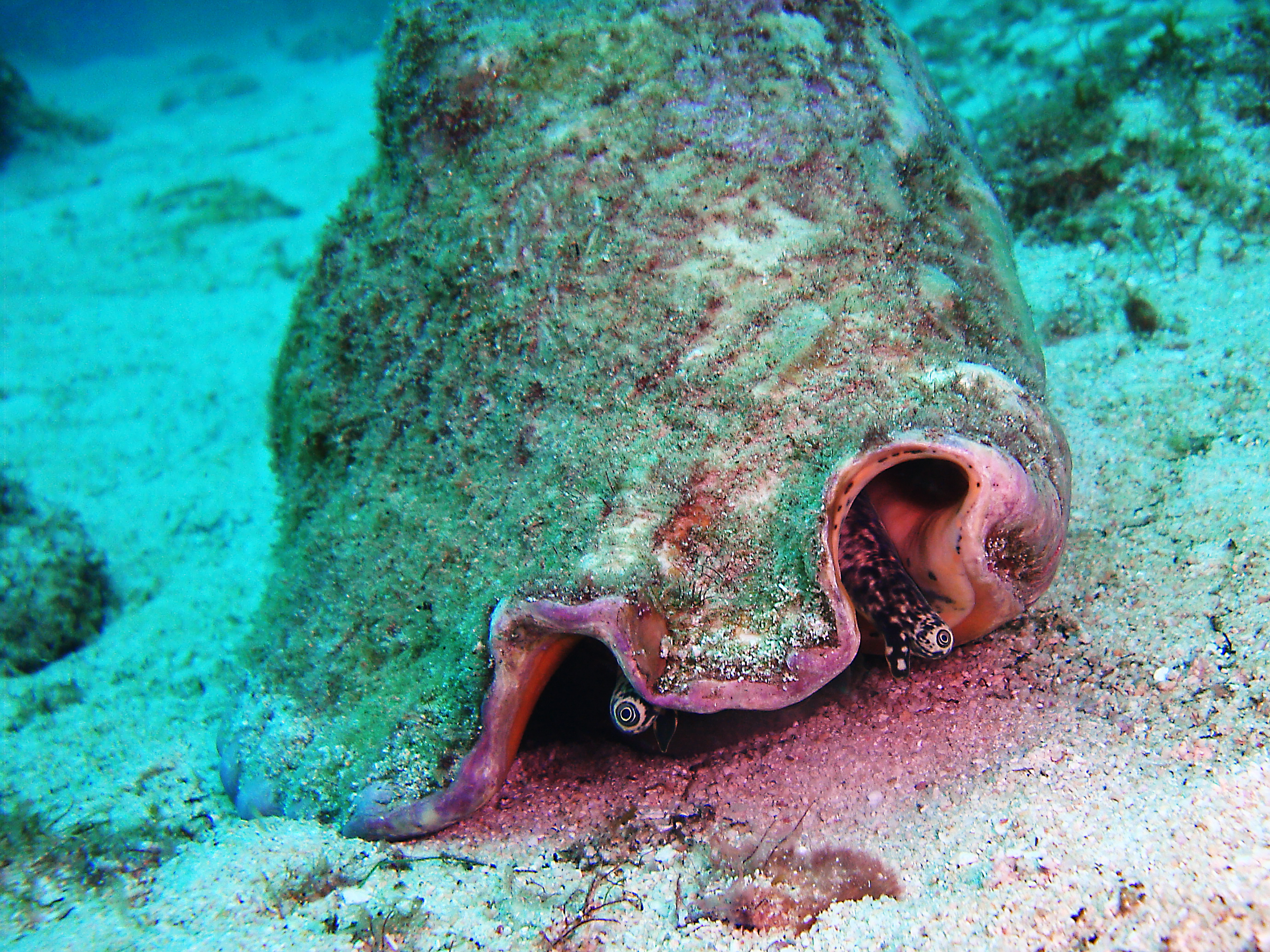
自然生息地のEustrombus gigasの殻は付着藻類で覆われている。

付着藻類（ふちゃくそうるい、英語：Periphyton）は、ほとんどの水生生態系の表面に付着した藻類、藍藻などである。 
従属栄養微生物、デトリタスと複雑に混じっている。関連用語の付着生物（Aufwuchs：ドイツ語 「表面の成長」または「過成長」）は、固着性植物の一部など、水生環境の開けた表面に付着する小さな動植物の集まりを意味する。 

## 概要
付着藻類は、無脊椎動物、オタマジャクシ、および一部の魚の重要な食料源として機能する。また、汚染物質を吸収でき、水柱から汚染物質を取り除き、環境中の移動を制限する。付着藻類は水質の重要な指標でもある。汚染物質に対するこの群集の反応は、群集レベルの生理学的な変化を表すさまざまな基準で測定できる。汚染誘導コミュニティ耐性（PICT）研究などの実験システムとして付着藻類は、よく使用されてきた。 
海洋および淡水環境の両方において、藻類 – とくに緑藻および珪藻 – 付着藻類群集の主な構成物である。小さな甲殻類、輪形動物、および原生動物は淡水や海にも生息しているが、昆虫の幼虫や貧毛類、クマムシは淡水の付着性動物相に特有のものである。 
付着藻類群落は、固体・溶存汚染物の除去のための養殖用飼料生産システムに利用されている。ろ過性能が確立され、養殖飼料としての応用が研究されている。 
付着藻類にとってのリスクは都市化に起因する。スプロール現象に伴う濁度の上昇は、付着藻類を窒息させ、生息する石からの剥離を引き起こす。有害な化学物質の除去や濁りの低減に重要な役割を果たす。 
付着藻類は以下の理由で水質の指標として機能する。 
- 自然に種の数が多い。
- 変化への対応が早い。
- サンプリングが容易。
- 変化耐性/感受性が知られている。

## 食料源
多くの水生動物は広範囲に付着生物を餌としている。とくにマラウイ湖のムブナシクリッドは、付着生物を餌とするために適応した魚の例としてよく知られている。例としてラベオトロフェウス・トレワバサエやゼブラなどが挙げられる。それらはスクレーパーのような歯を持っており、岩から付着生物をそぎ取ることができる。海洋生物群集では、付着生物という食料源は、そのようなカサガイやウニなどの動物にとって重要なものである。 

## 分類
付着する基盤により以下に細分することがある。
- 岩石表面付着藻類（epilithic algae）
- 砂粒表面付着藻類（epipsammic algae）
- 堆積物表面付着藻類（epipelic algae）
- 動物体表面付着藻類（epizoic algae）
- 植物表面付着藻類（epiphytic algae）